# Krugerlaan 1 (Baarn)
Krugerlaan 1 is een gemeentelijk monument in de wijk Transvaal van Baarn in de provincie Utrecht.
Het landhuis staat op de hoek van de Steynlaan en de Krugerlaan. Het pand werd in 1908 gebouwd voor J. Stampenius naar een ontwerp van de architecten N. Rigter en G. van Bronkhorst.
De verdieping van het pand is bepleisterd, aan de voorgevel is een uitbouw met ingang. Boven de ingang is een ovaal venster.
Aan de kant van de Steynlaan is een erker aangebouwd met een balkon erboven.
Het dak is aan de achterzijde van het huis doorgetrokken.